# Buprestoidea
Los buprestoideos (Buprestoidea) son una superfamilia de coleópteros del infraorden Elateriformia.

## Taxonomía
Los buprestoideos contiene dos familias:
- Buprestidae Leach 1815.
- Schizopodidae LeConte 1861